# جشنواره فیلم کن ۱۹۵۳
ششمین دوره جشنواره فیلم کن (انگلیسی: 1953 Cannes Film Festival) بین ۱۵-۲۹ آوریل برگزار شد. جایزه بزرگ جشنواره به مزد ترس رسید.و والت دیزنی جایزه افتخاری جشنواره را دریافت کرد.

## برندگان
- نخل طلا: مزد ترس
- جایزه بین‌المللی: فیلم خوش آمدید آقای مارشال!
- بهترین روایت تصویری: امیلیو فرناندز
- بهترین فیلم پری داستان: سفید گوزن های شمالی
- بهترین فیلم دراماتیک: برگرد، شبای کوچک توسط دنیل من
- بهترین فیلم اکتشاف: سحر و جادو سبز
- بهترین فیلم ماجراجویی: راهزن برزیل
- بهترین سرگرمی فیلم: لیلی -چارلز والترز
- جایزه ویژه هیئت داوران: والت دیزنی
- جایزه بهترین بازیگر مرد جشنواره فیلم کن: چارلز وانل, برای مزد ترس
- جایزه بهترین بازیگر زن جشنواره فیلم کن: شرلی بوت, برای برگرد، شبای کوچک